# Astragalus albicans
Astragalus albicans là một loài thực vật có hoa trong họ Đậu. Loài này được Bong. miêu tả khoa học đầu tiên.